# Ranunculus yechengensis
Ranunculus yechengensis W.T. Wang – gatunek rośliny z rodziny jaskrowatych (Ranunculaceae Juss.). Występuje endemicznie w Chinach, w południowo-zachodniej części regionu autonomicznego Sinciang. 

## Morfologia
PokrójBylina o mniej lub bardziej owłosionych pędach. Dorasta do 5 cm wysokości.
LiścieSą potrójnie klapowane. W zarysie mają kształt od owalnego do pięciokątnego. pojadyncze klapki mają owalny kształt. Mierzą 0,5–1,5 cm długości oraz 0,5–1 cm szerokości. Są skórzaste. Nasada liścia jest klinowa. Ogonek liściowy jest nagi i ma 2–3 cm długości.
KwiatySą pojedyncze. Rozwijają się na szczytach pędów. Mają żółtą barwę. Osiągają 17–24 mm średnicy. Mają 5 eliptycznych działek kielicha, które dorastają do 4–6 mm długości. Mają 5 odwrotnie owalnych płatków o długości 9–11 mm.
OwoceNagie niełupki o długości 2 mm.

## Biologia i ekologia
Rośnie na górskich łąkach. Występuje na wysokości około 4700 m n.p.m. Kwitnie we wrześniu. 